# Gamla Köpstad
Gamla Köpstad este o arie protejată (arie specială de conservare — SAC, sit de importanță comunitară — SCI, arie de protecție specială avifaunistică — SPA) din Suedia întinsă pe o suprafață de 320,3 ha, integral pe uscat.

## Localizare
Centrul sitului Gamla Köpstad este situat la coordonatele 57°02′18″N 12°17′36″E / 57.0383°N 12.2934°E.

## Înființare
Situl Gamla Köpstad a fost declarat arie de protecție specială avifaunistică în martie 1996 pentru a proteja 7 specii de animale. Alte tipuri de protecție:
- sit de importanță comunitară (în ianuarie 1997)
- arie specială de conservare (în martie 2011)[1][3][4]

## Biodiversitate
Situată în ecoregiunile continentală și marină Atlantică, aria protejată conține 9 habitate naturale: Recifuri, Vegetație perenă pe țărmurile stâncoase, Pajiști umede nord-atlantice cu Erica tetralix, Lagune de coastă, Salicornia și alte specii anuale care populează regiunile mlăștinoase și nisipoase, Dune mobile cu vegetație embrionară, Pășuni atlantice udate de apa mării (Glauco-Puccinellietalia maritimae), Formațiuni de Juniperus communis pe lande sau pajiști calcaroase, Pajiști uscate europene.
La baza desemnării sitului se află mai multe specii protejate de  păsări (7): bătăuș (Philomachus pugnax), ploier auriu (Pluvialis apricaria), ciocântors (Recurvirostra avosetta), chiră mică (Sterna albifrons), chiră de baltă (Sterna hirundo), Sterna paradisaea, fluierar de mlaștină (Tringa glareola).